# سوق الباي

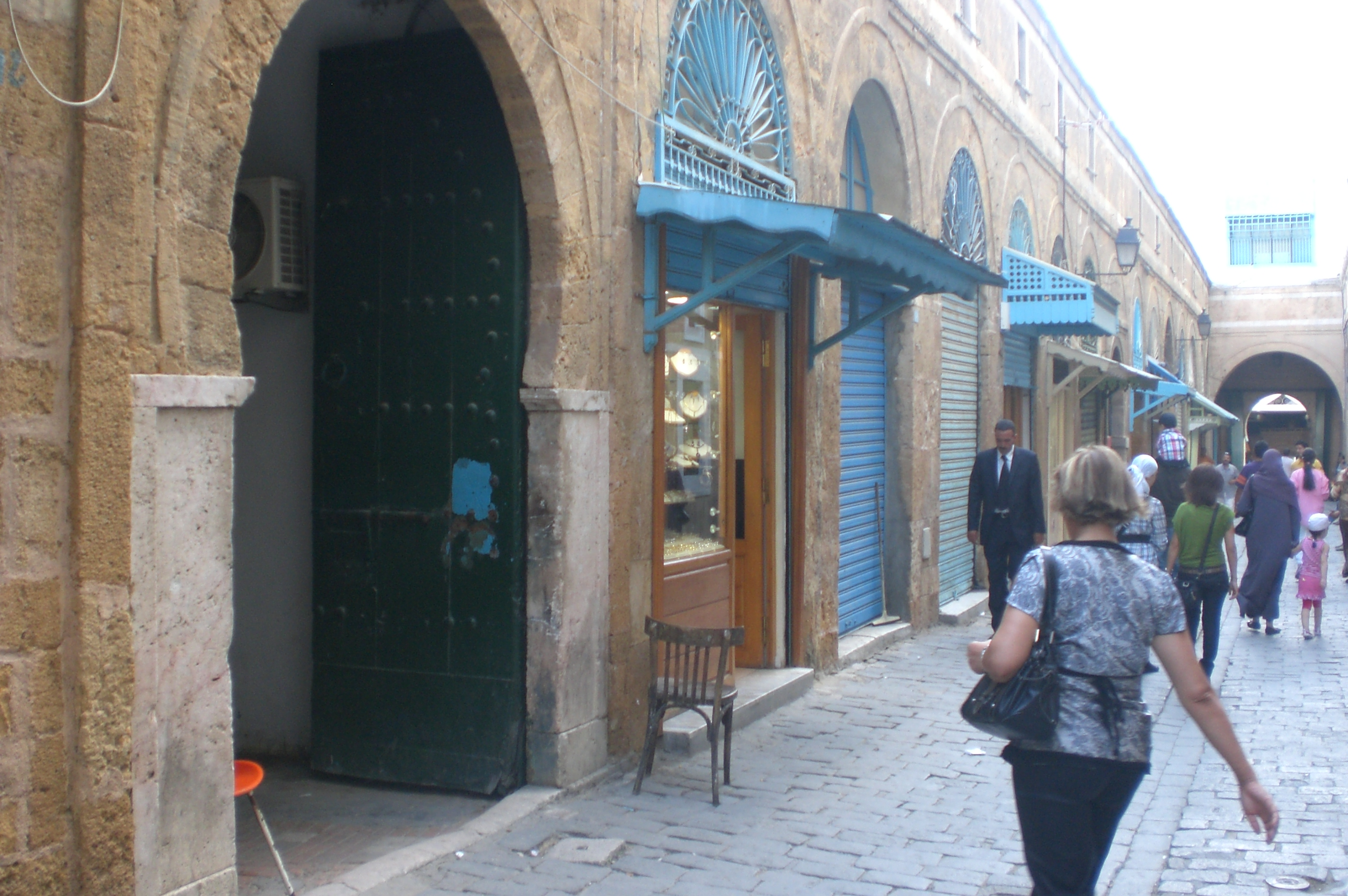
سوق الباي بمدينة تونس

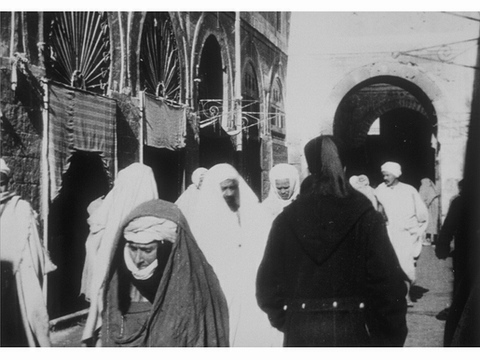
سوق الباي سنة 1920

سوق الباي هو أحد أسواق مدينة تونس، وقد سمي بهذا الاسم لأنه يحاذي الحائط الشرقي لـدار الباي بالقصبة التي تعرف اليوم بـقصر الحكومة بالقصبة. وهذا السوق متصل من جهة بسوق البركة لتجارة الذهب، والذي كان في الماضي سوقا للعبيد، وينتهي من جهة أخرى بنهج القصبة. ويصب فيه سوق الشواشية الذي كانت توجد به أهم صناعة تونسية في القرن التاسع عشر ألا وهي صناعة الشاشية. وقد لأسس هذا السوق حمودة باشا وقد كان مختصا في تجارة السجاد والأقمشة الحريرية والقياطين. أما اليوم فإن عدة دكاكين بهذا السوق تتعاطى تجارة المجوهرات والمعادن الثمينة، وأخرى تتعاطى بيع التحف الموجهة للسياح خاصة.

## إشارات مرجعية
1. ↑  أسواق مدينة تونس العتيقة.. سياحة تراثية نسخة محفوظة 04 مارس 2016 على موقع واي باك مشين. [وصلة مكسورة]

مصدر يمكن ان تجد فيه المزيد عن سوق الباي جريدة هلا بريس المغربية
www.halapress.com